# 伴野朗
伴野 朗（ともの ろう、1936年7月16日 - 2004年2月27日）は、日本の小説家・推理作家・歴史作家。

## 経歴
愛媛県松山市生まれ。1954年、愛媛県立松山北高等学校卒業。1960年、東京外国語大学中国語学科卒業。
1962年、朝日新聞社入社。朝日新聞秋田支局を振り出しに、外報部、インドシナ特派員などを経て上海支局長を務めるかたわら、執筆活動を並行した。1976年、『五十万年の死角』で第22回江戸川乱歩賞を受賞。
1983年、日本冒険作家クラブの創設の発起人の一人となる。（同クラブの代表幹事をつとめたことがある ）
1984年、『傷ついた野獣』で第38回日本推理作家協会賞受賞。
1989年、朝日新聞社を退社。
1992年 自己作品を原作とする映画「落陽」を監督。この興行的な失敗は、制作会社のにっかつの倒産を加速させた（「落陽 (映画)＃製作まで」参照）。
2004年 心筋梗塞のため死去、67歳。

## 人物
- 川村二郎曰く、朝日新聞が社を上げて全面支持していた文化大革命を表だって批判した数少ない先輩社員だったため、閑職にされて早期退職することになった[4]。
- ラグビーをやっており、母校（東京外大か）ラグビー部の監督を務めたことがある[5]。
- 乱歩賞・推理作家協会賞の先輩に当たる陳舜臣の「押しかけ弟子」を称しており、陳の自宅をよく訪問した。陳と伴野は良く会食しており、「陳さんといっしょに行く店はどこも美味しい」と伴野は回想している。[6]

## 作品
- 『中国の旅』（日東書院） 1974年
- 『五十万年の死角』（講談社） 1976年、のち文庫
- 『陽はメコンに沈む』（講談社） 1977年3月、のち文庫
- 『殺意の複合 陳展望探偵譚』（講談社） 1977年12月、のち文庫
  - 『香港から来た男 名探偵「陳展望」の推理』（講談社ノベルス） 1983年5月、のち講談社文庫
- 『33時間』（朝日新聞社） 1978年4月、のち改題『三十三時間』（講談社文庫）、集英社文庫
- 『Kファイル38』（カッパ・ノベルス） 1978年7月、のち講談社文庫、徳間文庫
- 『九頭の龍』（講談社） 1979年4月、のち講談社文庫、徳間文庫
- 『復讐の鎮魂歌』（徳間書店） 1980年3月、のち文庫
- 『六人目の裏切者』（トクマ・ノベルズ） 1980年10月、のち徳間文庫
- 『蒋介石の黄金』（カッパ・ノベルス） 1980年11月、のち角川文庫、徳間文庫
- 『ゾルゲの遺言』（講談社） 1981年9月、のち講談社文庫、角川文庫
- 『野獣の罠 新聞記者稼業』（角川書店） 1981年11月、のち文庫
- 『密室球場』（集英社） 1982年6月、のち徳間文庫、集英社文庫
- 『ハリマオ』（カドカワノベルズ） 1982年7月、のち角川文庫
- 『傷ついた野獣』（角川書店） 1983年1月、のち角川文庫、双葉文庫
- 『必殺者 軍神・広瀬中佐の秘密』（カッパ・ノベルス） 1983年1月、のち集英社文庫
- 『通り魔』（カドカワノベルズ） 1984年4月
- 『大航海』（集英社） 1984年4月、のち文庫
- 『坂本龍馬の写真 写真師彦馬推理帖』（新潮社） 1984年7月、のち文庫
- 『謀略回廊』（カドカワノベルズ） 1984年9月、のち角川文庫
- 『上海スクランブル』（中央公論社、C★NOVELS） 1984年10月、のち徳間文庫
- 『さらば、黄河 日本と中国を結ぶ連続殺人』（講談社ノベルス） 1985年1月、のち講談社文庫
- 『マッカーサーの陰謀』（トクマノベルズ） 1985年5月、のち徳間文庫
- 『西郷隆盛の遺書』（新潮社） 1985年10月、のち新潮文庫
- 『さまよえる湖の伝説』（祥伝社、ノン・ノベル） 1985年12月
- 『驃騎将軍の死』（集英社） 1986年5月、のち文庫
- 『西域伝 大唐三蔵物語』（集英社） 1987年12月、のち文庫
- 『上海便り』（朝日新聞社） 1988年10月、のち改題『上海悠々』（徳間文庫）
- 『孫策の死』（集英社） 1989年7月、のち文庫
- 『落陽曠野に燃ゆ』（カドカワノベルズ） 1989年9月、のち文庫

※映画『落陽』の原作。伴野本人が監督を務めた（上記「経歴」の項も参照）。
- 『北京の星』（カッパ・ノベルス） 1989年11月、のち文庫
- 『刑事物語』（トクマノベルズ） 1990年4月、のち徳間文庫
- 『大遠征』（集英社） 1990年9月、のち文庫
- 『暴露（スクープ）』 （祥伝社、ノン・ノベル） 1991年1月
- 『傾国伝 島原の乱が明滅亡を呼んだ』（祥伝社） 1991年6月
- 『南海の風雲児・鄭成功』（講談社） 1991年8月、のち文庫
- 『上海遥かなり』（実業之日本社） 1992年1月、のち集英社文庫
- 『上海発奪回指令』（早川書房） 1992年3月、のち文庫
- 『白い殺人者』（フタバノベルズ） 1992年5月、のち双葉文庫
- 『刺客列伝』（実業之日本社） 1992年7月、のち集英社文庫
- 『朱龍賦』（徳間書店） 1992年9月、のち文庫
- 『白公館の少女』（新潮社） 1992年12月、のち集英社文庫
- 『なんぞそれ神速なる 中国歴史人物小説集』（講談社） 1993年5月、のち徳間文庫
- 『士は己を知る者のために死す』（集英社） 1993年5月、のち文庫
- 『成田空港の女』（スコラ） 1993年6月、のち集英社文庫
- 『三国志 孔明死せず』（光栄） 1993年7月、のち集英社文庫
- 『元寇』（講談社） 1993年11月、のち文庫
- 『明鏡古事 中国人物列伝』（経営書院） 1993年11月
- 『習性の法則 短編推理小説集』（朝日カルチャーセンター） 1994年3月
- 『長安殺人賦』（日本文芸社、日文ノベルズ） 1994年3月、のち集英社文庫
- 『第三の原爆』（スコラ） 1994年3月、のち講談社文庫
- 『中国歴史散歩』（集英社） 1994年8月、のち文庫
- 『始皇帝』（徳間書店） 1995年、のち文庫
- 『国士無双』（実業之日本社） 1995年1月、のち祥伝社文庫 - 韓信を描く
- 『毛沢東暗殺』（祥伝社） 1995年7月、のち文庫
- 『シャンハイ伝説』（集英社） 1995年9月、のち改題『上海伝説』（集英社文庫）
- 『霧の密約』（朝日新聞社） 1995年10月、のち文庫
- 『反骨列伝』（PHP研究所） 1996年1月、のち文庫
  - 『中国・反骨列伝』（集英社） 1997年11月、のち文庫
- 『流転の故宮秘宝 消えた羲之真蹟の謎』（尚文社ジャパン） 1996年4月
- 『三国志英傑列伝 中国歴史小説』（実業之日本社） 1997年2月
- 『太陽王・武帝』（講談社） 1997年6月、のち徳間文庫
- 『長安物語 光と影の皇帝玄宗』（徳間書店） 1997年7月、のち改題『玄宗皇帝』（徳間文庫）
- 『砂の密約 孫文外伝 - 革命いまだ成らず』（実業之日本社） 1997年9月、のち集英社文庫
- 『三国志 天下三分の計のうらおもて 正史「三国志」を読み直す』（実業之日本社） 1998年1月
- 『中国覇権の歴史読本 三国志、元寇、始皇帝… 史実に裏の必然あり』（青春出版社、プレイブックス） 1998年2月
- 『伴野朗集』（リブリオ出版、もだんミステリーワールド 8） 1998年4月
- 『乱世の名君 中国の歴史読本 始皇帝、孫権、曹操、劉備… 天下制覇に謎の伏線あり』（青春出版社、プレイブックス） 1998年5月
- 『ラムタラは死の香り』（こーりん社） 1998年6月、のち徳間文庫
- 『謀臣列伝』（実業之日本社） 1998年10月
- 『消えた中国の秘宝 三つ目の故宮博物院』（講談社） 1998年10月
- 『呉子起つ 流転の天才将軍』（祥伝社） 1999年6月
- 『永楽帝』（徳間書店） 1999年7月
- 『鄧小平の遺書』（小学館） 1999年9月
- 『陰の刺客』（祥伝社） 2000年6月
- 『呉・三国志 長江燃ゆ』全5巻（集英社） 2001年、のち文庫
- 『ダヴィデの密使』（毎日新聞社、アジア・ノワール） 2001年3月
- 『幽霊 私本・聊斎志異 中国怪異小説』（祥伝社） 2001年7月
- 『伍子胥』（徳間書店） 2002年2月、のち文庫
- 『乾隆帝暗殺』（祥伝社） 2002年9月
- 『中国・鬼謀列伝』（実業之日本社） 2002年10月
- 『邯鄲盛衰 刎頸の交わり』（徳間書店） 2002年12月
- 『英傑たちの三国志』（日本放送出版協会） 2003年3月、のちNHKライブラリー

### 共著
- 『乱世の英雄』（伊藤桂一共著、講談社、中国の群雄） 1997年10月
- 『『三国志』のおもしろくて新しい読み方』（正木義也共著、総合法令出版） 2000年9月